# Kim Il
Kim Il född i mars 1910 i Ŏrang-gun, Norra Hamgyong, död 9 mars 1984, Nordkoreas premiärminister från 1972 till 1976.